# Gottfried August Homilius
Œuvres principales
- Cantate Ein Lämmlein geht und trägt die Schuld

Gottfried August Homilius, né le 2 février 1714 à Rosenthal (Saxe) et mort le 2 juin 1785 à Dresde, est un compositeur et organiste saxon (Saint-Empire).

## Biographie
Fils de pasteur, il étudie le droit à Leipzig et participe aux exécutions des œuvres de Jean-Sébastien Bach. En 1742, il devient organiste de la Frauenkirche de Dresde, puis en 1755 il devient cantor du chœur de la Kreuzkirche et directeur de la musique des principales églises de Dresde, sous les règnes des Électeurs Frédéric-Auguste II, Frédéric-Christian et Frédéric-Auguste III jusqu'à sa mort dans cette même ville en 1785.

## Œuvres
On a conservé de lui plus de 60 motets, 180 cantates d'église, 11 oratorios, 4 Magnificats, 2 recueils de chœurs, quelques chants maçonniques et plusieurs pièces d'orgue.

### Pièces d'orgue
- 38 Préludes de chorals pour orgue seul
- 28 Préludes de chorals avec accompagnement d'un ou deux instruments mélodiques
- Trio en sol majeur

Un important manuscrit conservé à la Bibliothèque de Dresde, comporte 32 préludes de chorals pour orgue (HoWV VIII.2-33).

### Œuvres vocales religieuses
L'œuvre la plus diffusée est la cantate de la passion Ein Lämmlein geht und trägt die Schuld (enregistrée par Fritz Näf chez Carus). Le texte ne s'inspire pas du récit des évangiles, mais est une contemplation, on ne se concentre pas sur l'action mais sur les sentiments dans l'observation des faits.
- Passionskantate "Ein Lämmlein geht und trägt die Schuld"/"Siehe das ist Gottes Lamm..."/Mit väterlicher Stimme" (HoWV 1.2)
- Matthäuspassion "Ein Lämmlein geht und trägt die Schuld"/"Und es begab sich"/"Erfüllt mit göttlich ernsten Freuden" (HoWV 1.3)
- Johannespassion "Der Fromme stirbt" (HoWV 1.4)
- Lukaspassion "Du starker Keltertreter" (HoWV 1.5)
- Markuspassion (HoWV 1.10)
- Weihnachtsoratorium. "Die Freude der Hirten" (Oratorio de Noël)

## Pour écouter
- YouTube Choral «Wer nur den lieben Gott läßt walten», par Pastór de Lasala à l'orgue M.P Möller (opus 5466, 1929) de la Mosman Uniting Church, Sydney (Australie).
- YouTube Trio pour orgue en sol majeur, par Riyehee Hong à l'orgue Taylor & Boody Op. 12, de la Trinity Lutheran Church à York Springs (PA).
- YouTube Cantate « Der Herr ist Gott, der uns erleuchtet », avec le Dresdner Kreuzchor et le Dresdner Barockorchester, dir. Roderich Kreile.

## Fichiers audio
- Motet Kommt herzu